# Петренко Кирило Гаррійович
Кири́ло Га́ррійович Петре́нко (нар. 1972, Омськ, СРСР) — австрійський диригент російського походження, музичний директор Баварської державної опери і головний диригент Берлінського філармонічного оркестру з сезону 2019/2020.

## Життєвий і творчий шлях
Народився в музичній єврейській родині. Батько, заслужений артист РРФСР Гаррі Петренко (уродженець Львова), був першою скрипкою Омського симфонічного оркестру, а на початку 1990-х років — диригентом і концертмейстером камерного оркестру Arpeggione Hohenems; мати — музикознавець Ольга Давидівна Петренко (уроджена Вайнтрауб, нар. 1945), працювала лектором в Омській філармонії. Музикою почав займатися з шести років. Навчався в музичній школі по класу фортепіано. У 11-річному віці дебютував як соліст в супроводі Омського симфонічного оркестру. Пізніше навчався в Омському музичному училищі ім. В. Я. Шебалина на двох відділеннях: фортепіанне виконавство і теорія музики.
У 1990 році емігрував разом з батьками до Австрії, де батько отримав місце скрипаля симфонічного оркестру Форарльберг в Фельдкірхі і музичного педагога в місті Брегенц (пізніше він також викладав у Мексиці). Кирило здобув середню спеціальну освіту як піаніст в консерваторії Форарльберг у Фельдкірхі, потім навчався диригування у Віденській вищій музичній школі (нині Віденський університет музики й виконавського мистецтва) по класу Уроша Лайовіца.
Дебютував як оперний диригент в 1995 році в Форарльберг, продиригувавши оперою Бенджаміна Бріттена «Давайте створимо оперу».
З 1997 по 1999 рік виконував обов'язки капельмейстера у Віденської народній опері.
З 1999 по 2002 рік Кирило Петренко обіймав посаду музичного директора Мейнінгенського театру.
У 2001 році був художнім керівником вистави Христини Меліц «Кільце Нібелунгів» Вагнера, яка проходила чотири вечори поспіль і зробила Петренка всесвітньо відомим.

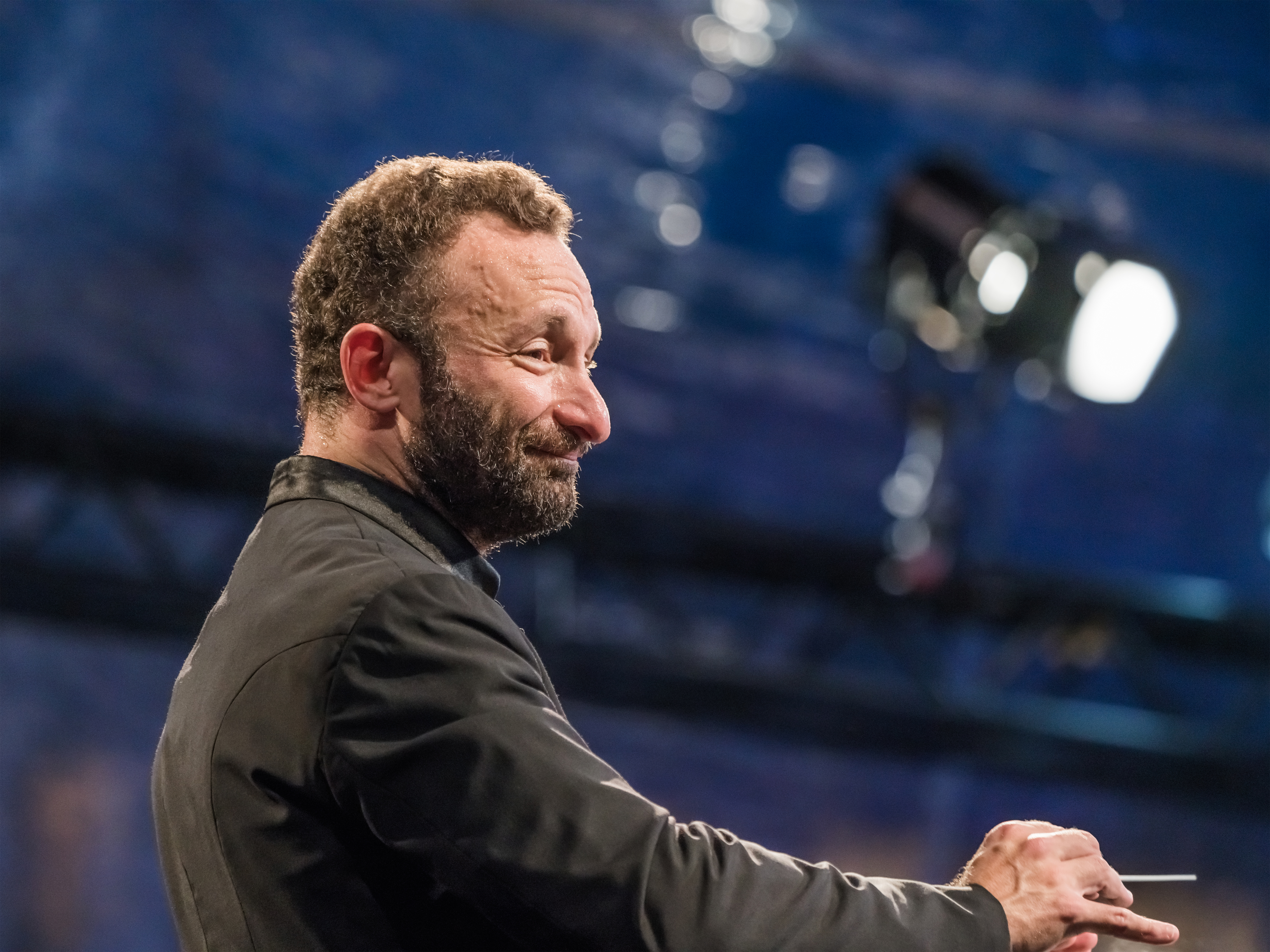
Петренко під час одного з концертів Берлінського філармонічного оркестру

У 2002—2007 роках був головним диригентом Берлінської комічної опери.
У 2013 році до Петренко отримав посаду музичного керівника Баварської державної опери.
З 2013 року — диригент Байройтського фестивалю (диригував тетралогією «Кільце Нібелунгів»).
22 червня 2015 року Кирило Петренко був обраний наступним головним диригентом Берлінського філармонічного оркестру після Саймона Реттла; відзначається, що він стане першим головним диригентом єврейського походження і першим вихідцем з Росії за всю 133-річну історію цього колективу і третім головним диригентом великого оркестру Німеччини після Девіда Баренбойма й Івана Фішера.
Випустив низку CD з творами Анатолія Лядова, Ганса Пфіцнера (опера «Палестрина»), Франца Шмідта, Сергія Рахманінова, Йозефа Сука (комплект симфонічних творів з трьох компакт-дисків).
Лауреат премії Міжнародної оперної премії 2014 року (за постановку опери «Христина, королева Шведська» Якопо Форон).
З серпня 2019 року є художнім керівником і головним диригентом Берлінського філармонічного оркестру.
У 2014 році в часи Анексії Криму Росією, Петренко закликав до пошуку політичних рішень, що поважали би суверенітет України.
Петренка називають «одним з найяскравіших і серйозних російських диригентів, які отримали найширше визнання за останні кілька років».